# راه‌آهن گوانگشن
راه‌آهن گوانگشن (انگلیسی: Guangshen Railway) شرکت ترابری ریلی چینی است، که در سال ۱۹۹۶ تأسیس شد.